# Барабой (село)
Бара́бой — село Дальницької сільської громади в Одеському районі Одеської області в Україні. Населення становить 1533 осіб.

## Географія
Водойми:
- річка Барабой
- ставок.

## Історія

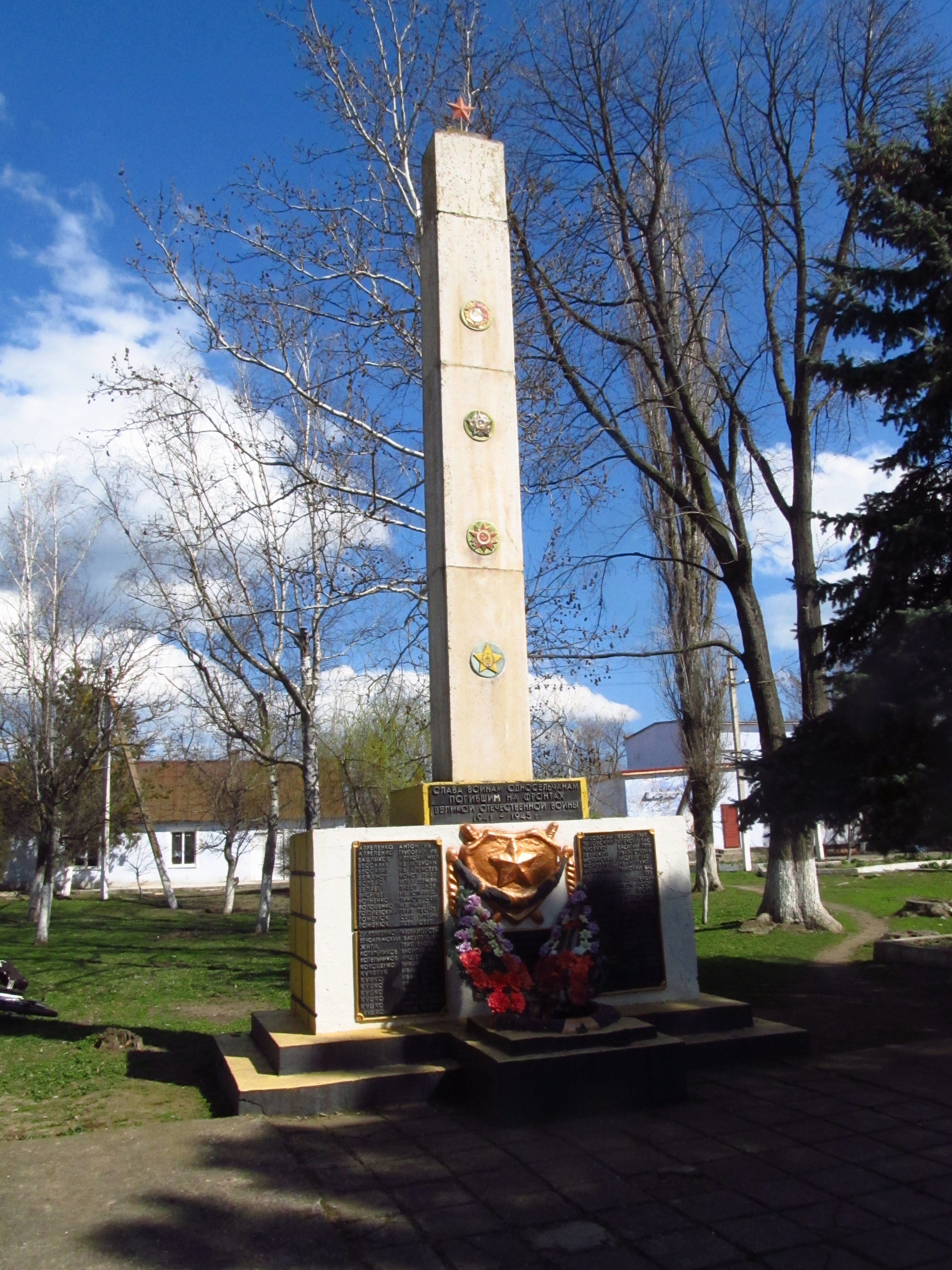
Військовий меморіал в селі

7 (20) листопада 1917 року, відповідно до Третього Універсалу Української Центральної Ради, увійшло до складу Української Народної Республіки. 
Під час Голодомору 1932—1933 років померло щонайменше 39 жителів села.
Колишній орган місцевого самоуправління — Барабойська сільська рада.
15 липня 2005 року прийнято рішення Дальницької сільської ради вулицю Максима Браславського, загиблого військовослужбовця, перейменували на вулицю Перемоги. Перейменування визнали скандальним, суперечливим  і неприйнятним.

## Населення
Згідно з переписом УРСР 1989 року чисельність наявного населення села становила 1244 особи, з яких 575 чоловіків та 669 жінок.
За переписом населення України 2001 року в селі мешкали 1534 особи.

### Мова
Розподіл населення за рідною мовою за даними перепису 2001 року:
| Мова       | Відсоток |
| ---------- | -------- |
| українська | 87,15 %  |
| російська  | 10,05 %  |
| молдовська | 1,70 %   |
| болгарська | 0,26 %   |
| вірменська | 0,13 %   |
| білоруська | 0,07 %   |
| гагаузька  | 0,07 %   |
| єврейська  | 0,07 %   |
| інші       | 0,50 %   |

## Транспорт
Станції залізниці: з.п. Зоря, ст.Барабой (курсують електропоїзди Одеса — Білгород-Дністровський)
Зі станції Барабой курсують поїзди Одеса — Березине та Ізмаїл — Київ.